# Borysthenia
Borysthenia is een geslacht van weekdieren uit de  familie van de Valvatidae.

## Soorten
- Borysthenia biformis (Sinzov, 1876) †
- Borysthenia goldfussiana (Wüst, 1901) †
- Borysthenia intermedia Kondrashov, 2007 †
- Borysthenia juxi (Schlickum & Strauch, 1979) †
- Borysthenia mankeanaformis Gozhik in Gozhik & Datsenko, 2007 †
- Borysthenia naticina (Menke, 1845)
- Borysthenia pronaticina (LIndholm, 1932) †

### Synoniemen
- Borysthenia jalpuchense Gozhik, 2002 † => Cincinna (Cincinna) jalpuchense (Gozhik, 2002) † => Valvata (Cincinna) jalpuchensis (Gozhik, 2002) † => Valvata jalpuchensis (Gozhik, 2002) †
- Borysthenia vinogradovkaense Gozhik, 2002 † => Cincinna (Cincinna) vinogradovkaense (Gozhik, 2002) † => Valvata (Cincinna) vinogradovkaensis (Gozhik, 2002) † => Valvata vinogradovkaensis (Gozhik, 2002) †